# Angelo Rizzo (regista)
Angelo Rizzo (Grammichele, 8 febbraio 1959 – Milano, 29 marzo 2015) è stato un regista, sceneggiatore, giornalista, montatore e direttore della fotografia italiano.

## Biografia
Angelo Rizzo è nato a Grammichele un piccolo comune in provincia di Catania l'8 febbraio del 1959, figlio più piccolo di tre fratelli in una famiglia modesta. Il suo amore e la passione per il cinema ha iniziato a manifestarsi quando aveva solo 6 anni. Si trasferisce a Milano a 14 anni. Oltre a “laurearsi nella palestra della strada” a sedici anni, grazie alla sua passione per le arti marziali che lo porteranno ad essere cintura nera 3 Dan di Karate e campione Italiano oltre che componente della squadra azzurra negli anni '80, segue corsi di meditazione Zen, training autogeno, Kendo e spada incontrando i grandi maestri giapponesi e orientali che in quel periodo venivano spesso in Italia per tenere i loro stage.
In Italia è stato uno dei più prolifici registi di documentari con centinaia di produzioni dirette o partecipate. Ha collaborato per servizi de La macchina del tempo, Verissimo, Mixer, Target, Striscia la notizia, Le iene e di altri programmi televisivi della Rai e di Mediaset. Oltre ai documentari ed ai servizi televisivi (anche per Pubblicità Progresso), ha diretto film, spot televisivi e videoclip (tra cui diversi per BMG). In particolare, con El Soñador è il regista del primo film italiano sul Baseball.
Nel 2007 ha realizzato il film La sottile linea della verità ed il documentario 3.5k in cui viene raccontato e documentato l'attacco anticastrista del '97 in cui morì il genovese Fabio Di Celmo. Interprete del film, nei panni di sé stesso, è anche Fidel Castro in persona: in un reportage del settimanale "Di Più", Rizzo ha dichiarato che Castro "non ha nulla da invidiare alle stelle di Hollywood". Il film è stato annunciato da Ansa, dai quotidiani Corriere della Sera, il quale ha definito Rizzo come il "Michael Moore italiano", L'Unità, Il Giorno e diversi altri. A causa di questo film, Angelo Rizzo ha subito un attentato terroristico che gli ha procurato l'incendio della sua auto e di quella di suo figlio.
È morto in un ospedale milanese il 29 marzo 2015 all'età di 56 anni.

## Premi e riconoscimenti
- Nel 1998 vince il premio “Luigi Tenco – Video clip d’Autore” con il video clip “Di Più” (cantato da Tosca con Musiche di Ennio Morricone e testi di Lucio Dalla).
- Nel 1999 vince il premio della sezione Documentari con la sua opera sul popolo Anasazi al “Festival del cinema d'Animazione” di Dervio[5].
- Riceve il premio della cultura come miglior film con El Soñador al 26º Festival “Del Nuevo Cine Latino Americano” a Cuba nel dicembre 2004 e il riconoscimento per il miglior film sportivo prodotto dal Governo cubano[6].
- Sempre del 2004 riceve il riconoscimento speciale per il suo lungometraggio sul baseball alla rassegna “Sport Movie”.
- Il suo film verità "Quando la Verdad Despierta” partecipa al festival di Berlino nel 2007 e ottiene successivamente ad una interpellanza parlamentare della Camera dei Deputati in Italia un riconoscimento per il valore e i contenuti di attualità e verità.  Partecipa al festival “Industry” a Venezia con il suo documentario 3.5K nel 2007.
- Nel 2011 vince il Festival internazionale del nuovo cinema latinoamericano[7] con il documentario "Appuntamento con gli angeli"[8], il quale nel 2014 al Bradenton Arts MovieVille Film Festival vince il premio per il miglior editing[9]. In occasione dell'annuncio di questo documentario da parte di Cuban News Agency, ossia l'Agenzia di stampa cubana, ad Angelo Rizzo viene riconosciuto ufficialmente il reiterato supporto a Cuba[10].

## Produzioni televisive
- 1992 Reportage Guerra in Jugoslavia: Arkan la Tigre
- 1995 Documentari: Gorgona carcere aperto, Gianfranco Bertoli Storia di un terrorista
- 1996 Documentari: New Mexico, Circolo Polare Artico, Africa, Australia, Estremo Oriente, Martinica, Key West Florida, New York, Jamaica, Romania/Transilvania, Parigi, 30.000 ombre in Argentina
- 1998 Reportage: Pro Sieben TV, Germania, Speciale Moda (prima e seconda edizione), Carcere di Arezzo e Porto Azzurro - Videoclip Di Più (con Tosca)
- 1999 Spot televisivi: Eta Mille (con Carol Alt), Kalo Uomo (con Marco Tardelli) e Blue Fish (con Giovanni Trapattoni)
- 2001 Videoclip: Dance of the Spirit (con Aco Bocina), Ponderosa Music, Italia - Documentari: Gli Antichi Anasazi, La MIR, Cosmonauti Starcity Mosca
- 2002 Videoclip: Ojos Negros (con Patricia Manterola) - Documentari: Le Orme degli Dei, Sicilia L'Isola del Sole, La Patagonia, Kenya i Masay, Africa La Baia di Bancò, Il Mistero delle Maschere,
- 2003 Documentari: Cuba, Martinica le Joles, La rotta dei Fari, Parallelo 24, L'Africa dei Misteri, I Berberi
- 2004 Documentari: Nel Ventre di Parigi, La Pizzica, Circolo Polare Artico, I Rasta Jamaica, Conte Dracula, Uomo Lupo
- 2005 Documentario: Le Highland Scozzesi
- 2006 Fiction: Antonello da Messina - Documentari: La Santeria, Il Baseball
- 2007 Documentari: 3.5K, L'anima di Cuba i Sigari, L'Anima di Cuba la Musica, L'Anima di Cuba la Santeria.
- 2008 Documentari: Hemingway, Antartide
- 2009 Documentario: L'infiltrato

## Filmografia ufficiale
- 1999 Fairway - una strada lunga un sogno
- 2004 El Soñador
- 2007 La sottile linea della verità
- 2011 The Voodoo's list
- 2013 Orloff, il diamante del destino (in post-produzione)
- 2014 La zattera (in lavorazione)
- 2014 L'ultima verità (in preparazione)